# 지역해군

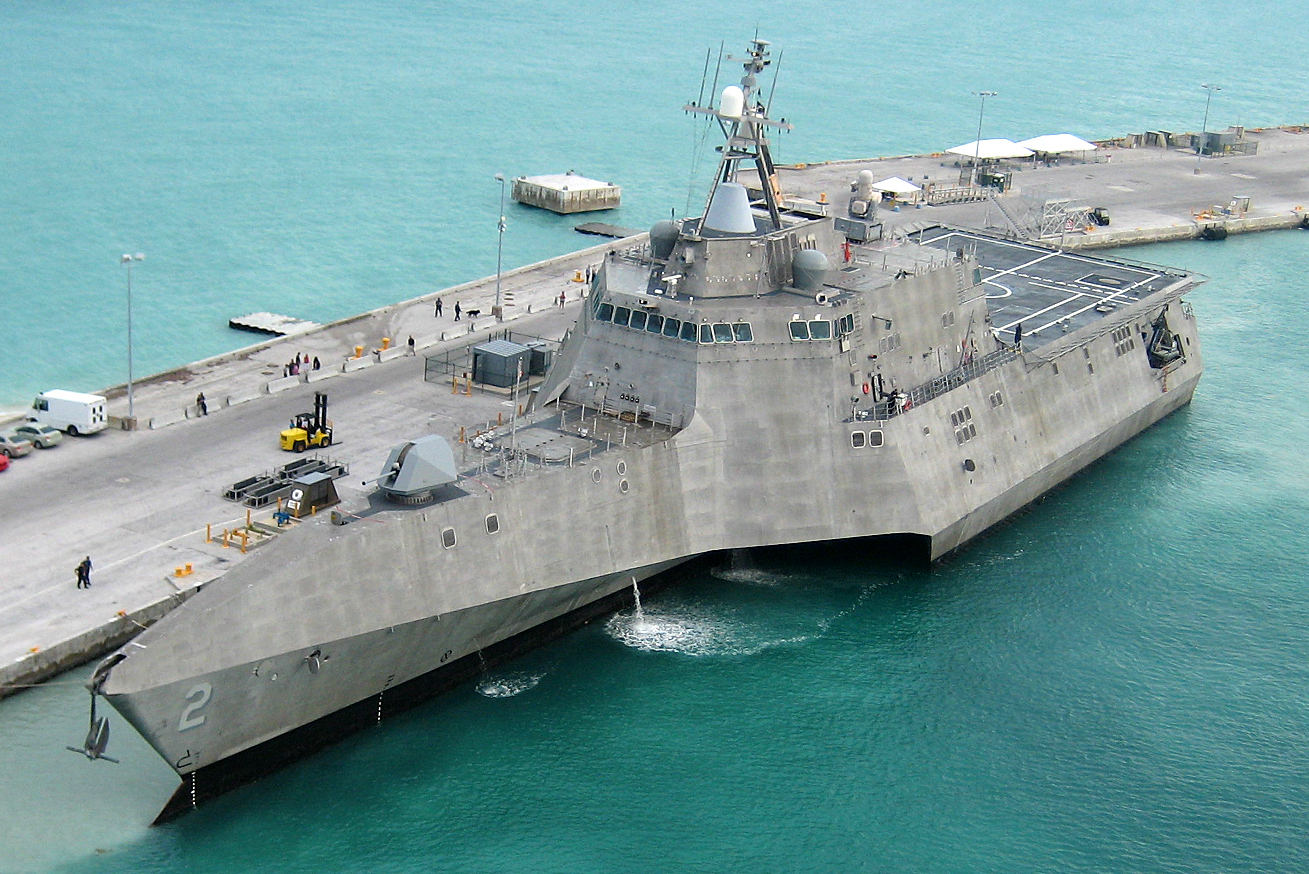
"녹색" 바닷물 위에 뜬 USS 인디펜던스 (LCS-2).

지역해군(地域海軍) 또는 녹색수역(綠色水域, 영어: green-water navy)은 자국연안 및 타국에서 작전을 수행할 정도의 해군을 말한다. 이는 연안해군(갈색수역)과 대양해군(청색수역)과 함께 베트남 전쟁 당시 도입된 해군 구별 개념이다.  현재 대부분의 해군은 지역해군이다.

## 세계의 지역해군

### 인도 해군

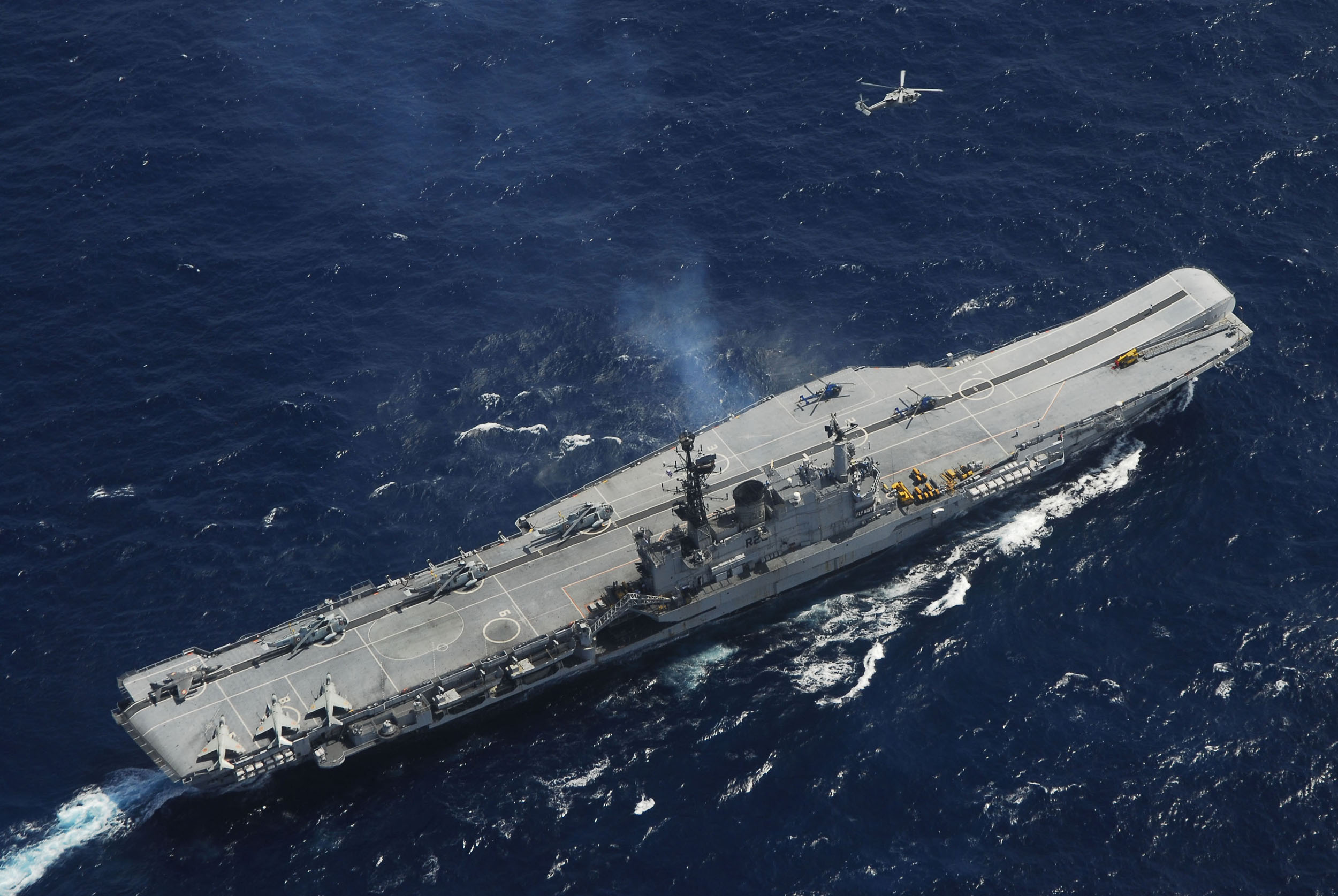
INS 비라트, 인도 해군의 현역 항모이다.

인도 해군은 하나의 항공모함전단을 운용하고 있으나, 나머지는 활발하지 못해 지역해군으로 분류된다. 하지만 인도 해군의 INS 비라트는 현재 인도 해군이 운용 중인 항공모함이며, 이후에 러시아에서 들여온 키에프급 항공모함의 4번 함인 '고르쉬코프 제독(Admiral Gorshkov)'함의 선체와 함재기를 15억달러를 주고 구입해, 2012년 비크라마디티야급 항공모함으로 취역할 예정이며, 이후 2017년 비크란트급 항공모함이다.
- INS 비라트.현역
- 비크라마디티야급 항공모함. 2012년 취역 예정
- 비크란트급 항공모함. 2017년까지 모두 취역 예정

### 이탈리아 해군

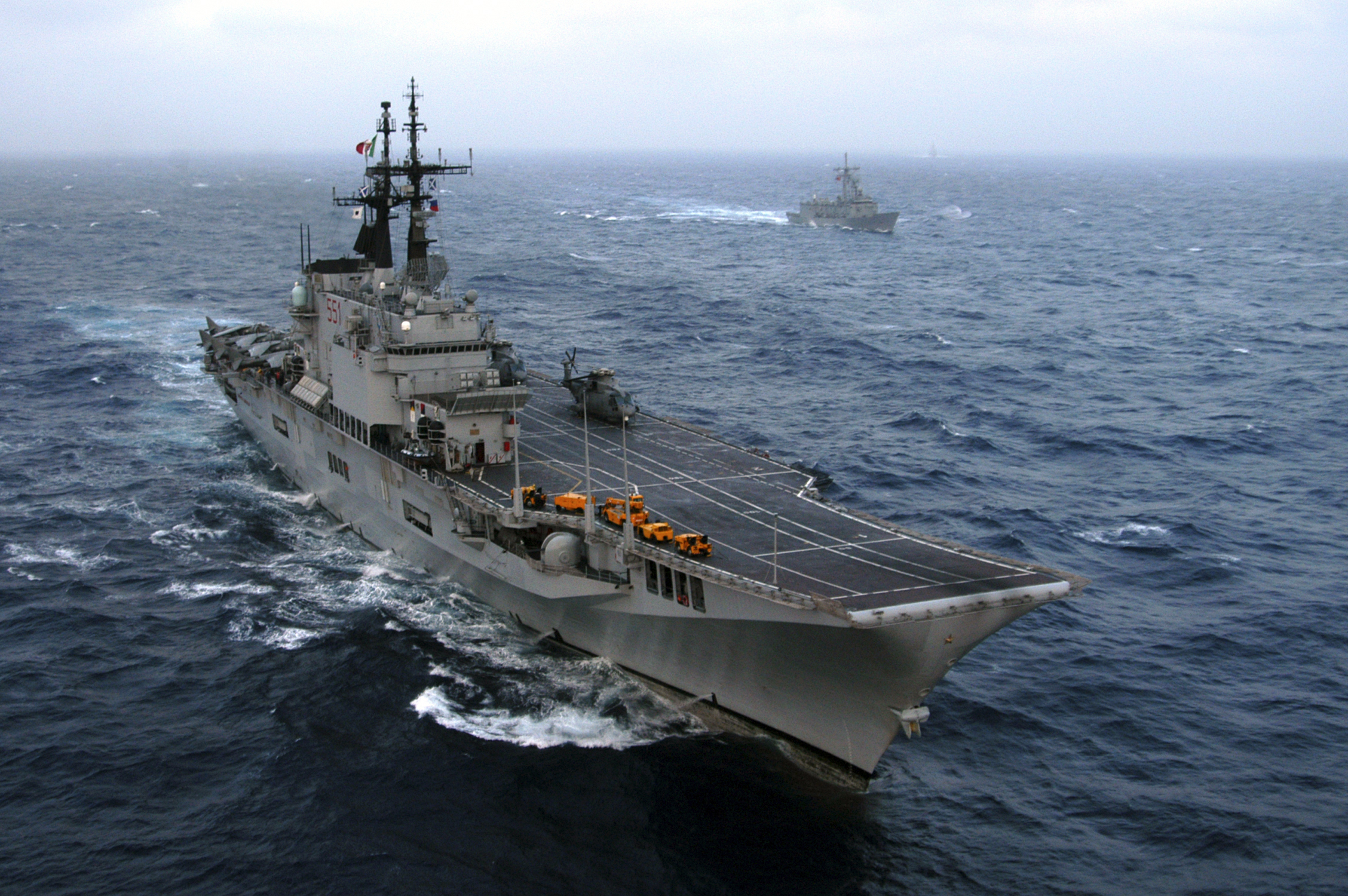
주세페 가리발디 (C 551)대잠전 항공모함.

이탈리아 해군은 경항공모함인 주세페 가리발디 항공모함과 2009년 새로 취역한 항모인 카보우르 항공모함이 취역하였다. 이외에도, 강습상륙함 산 조르지오급 강습상륙함이 취역, 사용중이다.
- 주세페 가리발디 항공모함 - 현역
- 카보우르 항공모함 - 현역
- 산 조르지오급 강습상륙함 - 현역

### 대한민국 해군

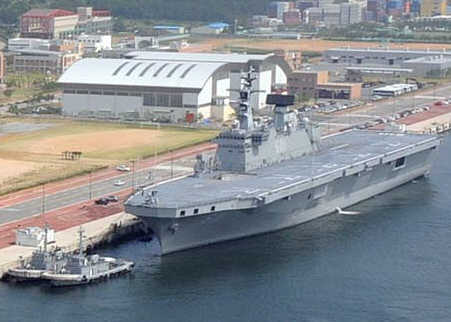
대한민국 해군의 독도함.

대한민국 해군은 연안 해군을 거치는 성장시기를 거쳐 현재는 떳떳한 지역 해군이 되었으며, 일본, 중국과 함께 소말리아의 해적 소탕작전에 합세했으며, 다국적 연합함대인 CTF-150에도 함선을 두었다. 2007년에는 아시아 최대 상륙함인 LPH-6111 독도를 배치했고, 2011년에는 대한민국의 이지스 구축함 중 세 번째인 DDG-993 서애류성룡함이 진수되고, 국산 잠수함, 이지스구축함 등의 정책으로 2020년까지 대양해군을 완성시킨다고 하였다.
- 독도급 대형수송함
  - LPH-6111 독도 - 현역
  - LPH-6112 마라도 - 현역

- 대한민국 대형수송함-II 사업 - 예정

## 같이 보기
- 전력 투사
- 연안해군
- 대양해군